# SN 2006jh
SN 2006jh – supernowa typu Ia odkryta 19 września 2006 roku w galaktyce A000645-0002. W momencie odkrycia miała maksymalną jasność 22,60m.